# Choe Pu-il
Đại tướng Choe Pu-il (còn được viết là Choi Bu-il; sinh 1944) là một chính khách và tướng lĩnh của Cộng hòa Dân chủ Nhân dân Triều Tiên. Ông là đương kim Bộ trưởng Bộ An ninh Xã hội.
Ông được bổ nhiệm vào vị trí này vào tháng 2 năm 2013 bởi Kim Jong-un.
Năm 2016, ông bị đặt dưới lệnh trừng phạt bởi chính phủ Hoa Kỳ.